# 普利米爾斯 (伊利諾伊州)
普利米爾斯（英語：Pulley Mills）是位於美國伊利諾伊州威廉森縣的一個非建制地區。該地的面積和人口皆未知。

## 地理
普利米爾斯的座標為37°36′00″N 88°58′46″W / 37.60000°N 88.97944°W，而該地的平均海拔高度為182米（即597英尺）。